# Vlag van de Filipijnen

Vlag van de Filipijnen (ratio 1:2)

De vlag van de Filipijnen bestaat uit twee horizontale banden in de kleuren blauw (boven) en rood (beneden). Tegen de hijszijde van de vlag is een witte driehoek geplaatst, met daarin drie sterren en een zon met acht stralen. De verhouding tussen de hoogte en de breedte van de vlag is 1:2.

## Symboliek

Constructietekening van de vlag van de Filipijnen

De vlag symboliseert "de ziel van de Filipino en de liefde voor het vaderland." Het donkerblauwe deel staat voor vrede, waarheid en gerechtelijkheid. Het rode deel staat voor waarde en vaderlandsliefde. De witte driehoek symboliseert gelijkheid. De onafhankelijkheidsverklaring van 1898 stelt echter dat de kleuren gebaseerd zijn op de vlag van de Verenigde Staten, omdat dat land geholpen had bij het verkrijgen van de onafhankelijkheid. Echter, al snel na 1898 verkregen de Verenigde Staten de zeggenschap over de Filipijnen en werd de Filipijnse vlag in de ban gedaan.
De drie sterren in de uithoeken van de driehoek staan voor het eiland Luzon (en de eilanden eromheen) in het noorden, de centrale eilandengroep Visayas en het eiland Mindanao (en de eilanden eromheen) in het zuiden. De zon en de acht zonnestralen staan voor de provincies die als eerste de wapens opnamen tegen de Spanjaarden.

## Geschiedenis

### Eerste vlag
De opstandelingen die tegen de Spanjaarden vochten (Katipunan), besloten in 1897 een nieuwe vlag aan te nemen. Deze was rood met een witte zon. De zon had acht stralen en een gezicht. Dit symbool is, zoals vernoemd, ook in de huidige vlag te vinden (maar dan zonder gezicht). Deze vlag was de eerste officiële vlag van de Filipijnen. Zij was minder dan een jaar in gebruik, omdat de opstandelingen in december 1897 een overeenkomst sloten met de Spanjaarden.

? De eerste vlag van de Katipunan.
? Vlag van de Magdalo-factie.
? Vlag van de Magdiwang-factie.
? Vlag van de Republiek Biak-na-Bato (1897).

### Huidige vlag
Op 21 januari 1899 werd de Eerste Filipijnse Republiek uitgeroepen, onder Emilio Aguinaldo. Deze republiek was geen lang leven beschoren, want in 1901 greep de Verenigde Staten in en bezette het land. De huidige vlag is in gebruik sinds de dag dat het land zich onafhankelijk verklaarde. Zij is ontworpen door generaal, politicus en onafhankelijkheidsleider Emilio Aguinaldo. Tussen 1908 en 1919 was het gebruik van de vlag door de Amerikanen verboden. Sindsdien werd het gebruik toegestaan, hoewel de Filipijnen pas in 1946 weer onafhankelijk werden. De Filipijnse president Manuel Quezon stelde in 1936 de details van de vlag van het toenmalige Gemenebest van de Filipijnen vast, omdat die tot dat moment niet altijd duidelijk waren.
Tijdens de Tweede Wereldoorlog werden de Filipijnen een vazalstaat van Japan. De Tweede Filipijnse Republiek voerde een iets andere variant van de Filipijnse vlag. Aan de bezetting kwam een einde in 1944, waarna het land weer de huidige vlag voerde. In 1985, 1986 en 1998 zijn de kleuren van de vlag gewijzigd. Het ontwerp is echter hetzelfde gebleven.

? Vlag van de Filippijnen als onderdeel van Nieuw-Spanje, 1535 tot 1821
? Union Jack, tijdens de Britse bezetting van 1762 tot 1764
? Vlag van Spanje, in gebruik tijdens Spaans-Oost-Indië, 1821 tot 1898
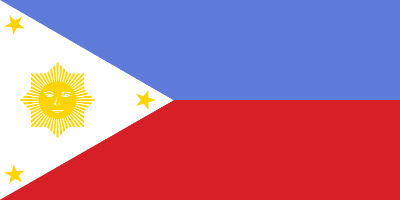
? Vlag van de Eerste Filipijnse Republiek door Emilio Aguinaldo, 1898-1901
? Vlag van de Verenigde Staten met 45 sterren, 1901-1908
? Vlag van de Verenigde Staten (met 46 sterren), 1908-1912
? Vlag van de Verenigde Staten (met 48 sterren), gebruikt in de Filippijnen van 1912 tot 1919
? Vlag van de Eerste Filipijnse Republiek, 1899-1901
? Vlag van de Filipijnen, 1919-1941
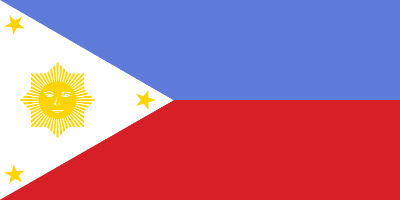
? Vlag van de Filipijnen, 1942-1943
? Vlag van de Tweede Filipijnse Republiek, 1943-1944
? Vlag van de Filipijnen, 1944-1985
? Vlag van de Filipijnen, 1985-1986
? Vlag van de Filipijnen, 1986-1998

## De Filipijnse vlag in oorlogstijd

Vlag van de Filipijnen in oorlogstijd

De Filipijnse vlag is uniek, omdat deze in oorlogstijd veranderd wordt: de blauwe en rode baan worden omgedraaid. Aan de positie van de rode en de blauwe baan in de vlag, kan men dus zien of het land in oorlog is. Dit gebeurde voor het eerst tijdens de Filipijns-Amerikaanse Oorlog (1899-1913). Toen de Filipijnen in december 1941 door Japan werden aangevallen, werd de vlag met de rode baan boven weer in gebruik genomen. Deze vlag bleef gebruikt worden door de Filipijnse regering in ballingschap (in Washington D.C.), toen het land door Japan bezet werd. De Japanners maakten in 1943 van de Filipijnen een vazalstaat, die de vlag met de blauwe baan boven ging gebruiken. In 1944 ging deze zogeheten Tweede Republiek ook de rode baan boven de blauwe plaatsen, omdat zij de oorlog aan de Geallieerden had verklaard. Er waren toen dus twee Filipijnse regeringen, die beide dezelfde vlag gebruikten. Na de Tweede Wereldoorlog werd de blauwe baan weer boven de rode geplaatst.